# Mittelmeerspiele 1987
Die Mittelmeerspiele 1987 (offiziell: X. Mittelmeerspiele) fanden vom 11. bis 25. September 1987 in der syrischen Stadt Latakia statt.

## Teilnehmende Nationen
Es nahmen 18 Nationen teil, die insgesamt 1996 Athleten (darunter 1529 Männer und 467 Frauen) entsandten. Die Anzahl der Teilnehmer ist in Klammern angegeben.
- Albanien (33)
- Algerien (69)
- Ägypten (61)
- Frankreich (191)
- Griechenland (213)
- Italien (263)
- Jugoslawien (95)
- Libanon (135)
- Libyen (21)
- Malta (8)
- Marokko (88)
- Monaco (5)
- San Marino (30)
- Spanien (194)
- Syrien (277)
- Tunesien (47)
- Türkei (212)
- Zypern (54)

## Sportarten und Wettbewerbe
Das Programm der zehnten Mittelmeerspiele umfasste 17 Sportarten mit 162 Wettbewerben.
- Basketball
- Boxen
- Fußball
- Gewichtheben
- Handball
- Judo
- Leichtathletik
- Radsport
- Ringen
- Schießen
- Schwimmen
- Tennis
- Tischtennis
- Turnen
- Volleyball
- Wasserball
- Wasserspringen

## Medaillenspiegel

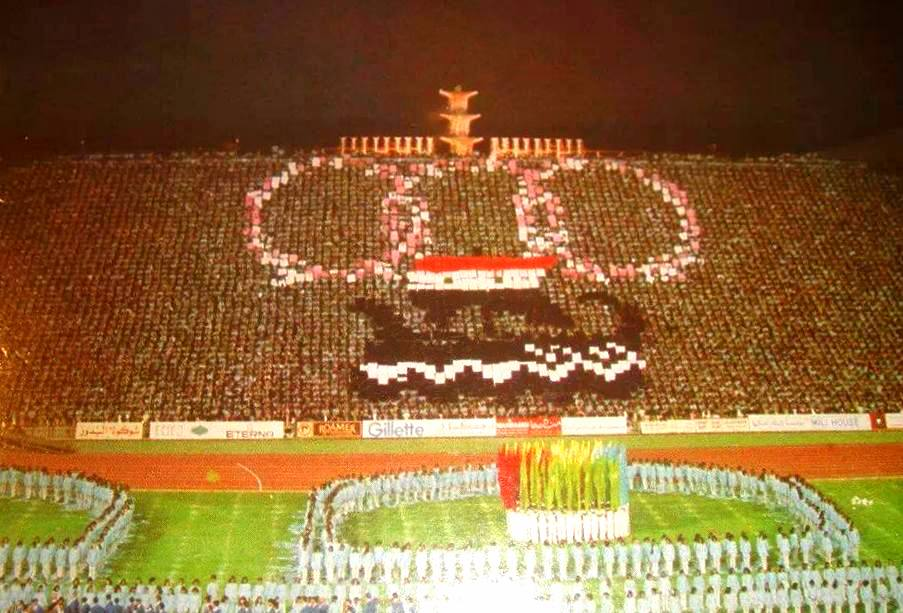
Eröffnungsfeier

| Platz  | Land         | Gold | Silber | Bronze | Gesamt |
| ------ | ------------ | ---- | ------ | ------ | ------ |
| 01     | Italien      | 69   | 45     | 38     | 152    |
| 02     | Jugoslawien  | 17   | 19     | 17     | 53     |
| 03     | Frankreich   | 16   | 30     | 22     | 68     |
| 04     | Spanien      | 15   | 21     | 33     | 69     |
| 05     | Marokko      | 9    | 8      | 3      | 20     |
| 06     | Syrien       | 9    | 6      | 12     | 27     |
| 07     | Türkei       | 8    | 9      | 22     | 39     |
| 08     | Griechenland | 7    | 14     | 16     | 37     |
| 09     | Algerien     | 5    | 3      | 4      | 12     |
| 10     | Ägypten      | 4    | 4      | 6      | 14     |
| 11     | Albanien     | 3    | 1      | 4      | 8      |
| 12     | Tunesien     | 2    | 4      | 5      | 11     |
| 13     | Zypern       | 2    | —      | —      | 2      |
| 14     | Libanon      | —    | 1      | —      | 1      |
| 14     | San Marino   | —    | 1      | —      | 1      |
| Gesamt | Gesamt       | 166  | 166    | 182    | 514    |